# Georg Johann I. (Pfalz-Veldenz)

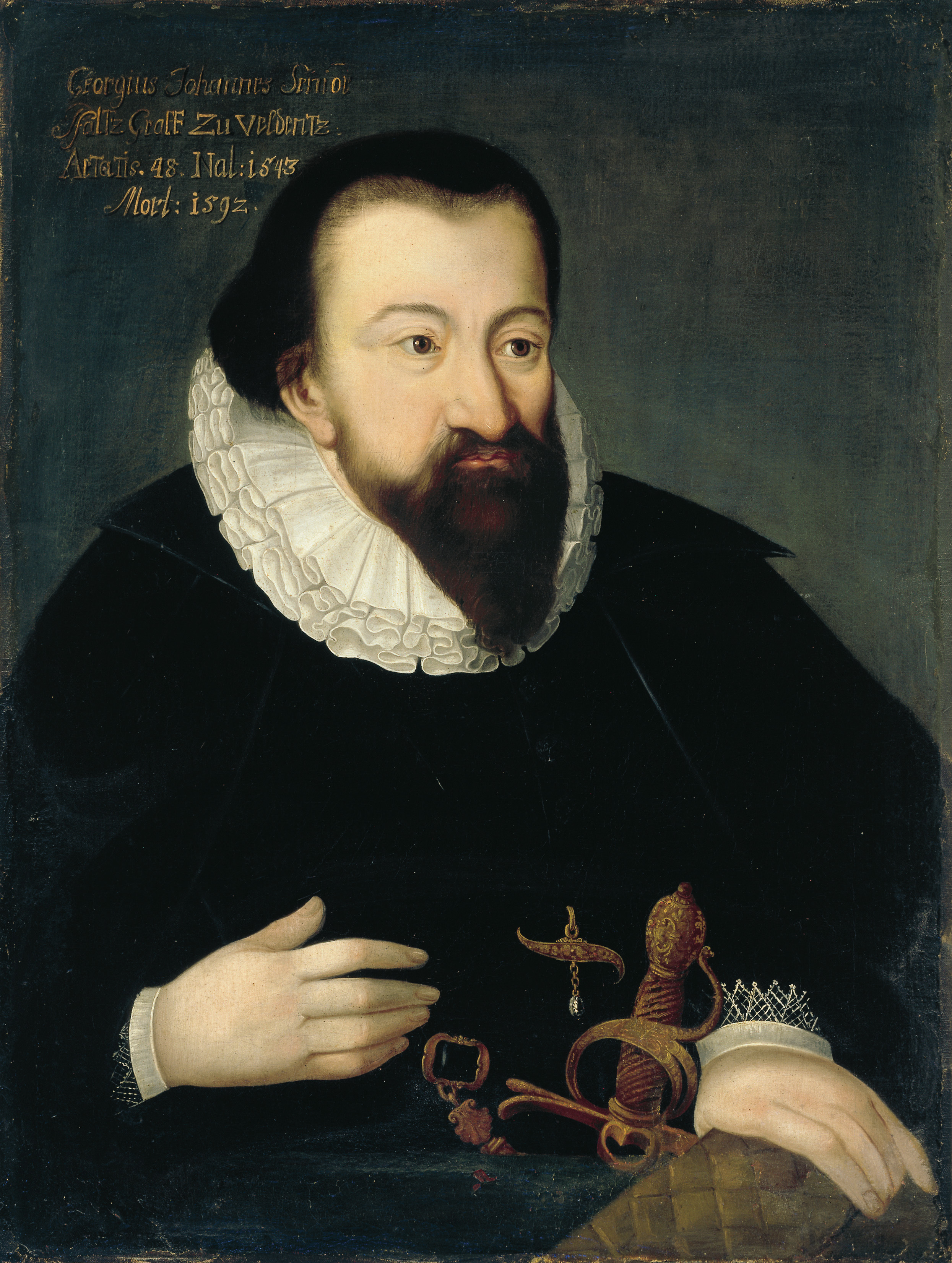
Georg Johann I. (Pfalz-Veldenz).

Georg Johann I. von Pfalz-Veldenz, auch Georg Hans („Jerrihans“) oder der Scharfsinnige genannt (* 11. April 1543; † 8. April 1592 in Lützelstein) war Pfalzgraf von Pfalz-Veldenz.

## Leben
Georg Johann war der Sohn von Ruprecht von Pfalz-Veldenz (1506–1544) und seiner Frau Ursula, Wild- und Rheingräfin von Dhaun (1515–1601). Im Marburger Vertrag vom 3. Oktober 1543 war Georg Johann die Nachfolge in Veldenz, Lauterecken, Remigiusberg und Lützelstein zugesichert worden.
Nach dem Tod seines Vaters 1544 wurden sein Vetter Herzog Wolfgang von Pfalz-Zweibrücken (1526–1569) und seine Mutter Ursula seine Vormünder, nach Ursulas Wiederverheiratung Wolfgang allein. 1552 erwarb Wolfgang für Georg Johann das „Remigiusland“ mit der aufgegebenen Propstei St. Remigius um Kusel und Altenglan für 8500 Gulden von der Abtei Saint-Remi in Reims. Die Veldenzer hatten zuvor schon die Vogtei über das Gebiet ausgeübt.
1553 erreichte Wolfgang im Heidelberger Sukzessionsvertrag, der die gegenseitigen Erbansprüche aller wittelsbachischen Linien regelte, dass Pfalz-Veldenz um die Grafschaft Lützelstein, die Hälfte der Herrschaft Guttenberg und zwei Drittel der Herrschaft Alsenz erweitert wurde.
Von 1557 bis 1558 nahm der 14-jährige Georg Johann die Stelle des landesfürstlichen Rektors der Universität Heidelberg ein. Anschließend bereiste er Deutschland, Polen und Schweden und heiratete 1562 in Stockholm eine schwedische Prinzessin, die Paraphernalien (persönliches Eigentum der Braut) von 300.000 Gulden in die Ehe einbrachte.
Im Augsburger Abschied vom 27. Mai 1566 konnte Georg Johann einige Versprechen aus dem Sukzessionsvertrag von 1553 einlösen. Er erhob Anspruch auf ein Viertel aus dem Erbe des Kurfürsten Ottheinrich.
Er bekam 1563/1567 die Grafschaft Lützelstein, die Hälfte der Herrschaft Guttenberg und zwei Drittel der Herrschaft Alsenz. Er nahm seinen Sitz auf Burg Lützelstein. Von Lützelstein aus nahm er Kontakt zu französischen Hugenotten und Herzog Franz von Alençon auf, so dass er 1564 Pensionär der französischen Krone wurde. Frankreich hatte allerdings keine Verwendung für die von Georg Johann angeworbenen Truppen, weshalb er diese England und den Niederlanden zur Verfügung stellte.
Georg Johann rief 1568 zur Gründung der Stadt Pfalzburg auf, für die er am 27. September 1570 von Kaiser Maximilian Stadtrechte erhielt. Georg Johann erträumte sich die Stadt als Verkehrs- und Handelszentrum und Ort religiöser Toleranz. Er verfolgte viele phantastische Pläne (wie etwa den, Reichsadmiral werden zu wollen, oder ein Kanalprojekt), die vor allem Geld kosteten. So musste er 1583 das Amt Einarzhausen mit der neuerbauten Stadt Pfalzburg für 400.000 Gulden an Herzog Karl III. von Lothringen verpfänden. Der hoch verschuldete Georg Hans konnte Stadt und Amt nicht mehr auslösen; so fielen sie nach Ablauf der Rückkaufsfrist zum 1. Oktober 1590 an das Herzogtum Lothringen. Als er starb, hinterließ er enorme Schulden von 300.000 Gulden und seine Witwe musste zu Verwandten ziehen, um aus den Erträgen ihres Wittums die Schulden tilgen zu können. Georg Johann und seine Frau wurden in der Kirche in Lützelstein beigesetzt.
Nach seinem Tod wurden die Gebiete unter seinen Söhnen aufgeteilt:
Georg Gustav (1564–1634) erhielt das Amt Veldenz, das Amt Lauterecken und die Michelsburg auf dem Remigiusberg und Johann August (1575–1611) die Grafschaft Lützelstein. Der jüngste Sohn, Georg Johann II. (1586–1654), bekam zunächst eine Leibrente; nachdem Johann August 1611 ohne Nachkommen gestorben war, fiel dessen Erbteil an ihn.

### Projekte (Auswahl)
Georg Johann betrieb mehrere Projekte, die die Wirtschaft seines Landes fördern sollten.
Sein größter Plan war ein Kanal, der die Saar mit dem Rhein verbinden sollte. Der wirtschaftliche Hintergrund war der Holzexport aus den Vogesen in die nördlichen Regionen Mitteleuropas, speziell in die Niederlande. Der Schwarzwald und die östlichen Regionen der Vogesen konnten ihr Holz über den Rhein bis in die Niederlande exportieren, der Transport über Saar und Mosel war bei Niedrigwasser nicht möglich. Geplant war, dass die Zorn im Elsass kanalisiert würde und man die Vogesen bei Saverne überwinden könnte. Daniel Specklin, den er zu Rate zog, hielt das Projekt für undurchführbar. Der Marne-Rhein-Kanal, der die Vogesen durchquert, wurde erst im 19. Jahrhundert mit enormem Aufwand gebaut. 
Georg Johann verfolgte noch ein zweites Kanalprojekt: von Pfalzburg über die Seille nach Metz zur Mosel und dann zur Maas. Hiermit wäre es möglich gewesen, Holz bis zur Schelde zu transportieren. Die nördlichen Niederlande, die die Rheinmündung kontrollierten, waren protestantisch, die südlichen Niederlande, die katholisch waren, lagen an der Scheldemündung. Man hätte sie also direkt beliefern können. Der Seille-Kanal wurde nie realisiert.
Andere Projekte waren erfolgreich. Während seiner Zeit in Pfalzburg errichtete er mehrere Glashütten in den Vogesen. Nachdem er Pfalzburg verkaufen musste, erwarb er 1584 Ban de la Roche in der Nähe des Donons in den Vogesen und förderte dort den Erzbergbau und die Eisenherstellung. Bis zum Ausbruch des Dreißigjährigen Kriegs florierte die Region.

## Ehe und Nachkommen

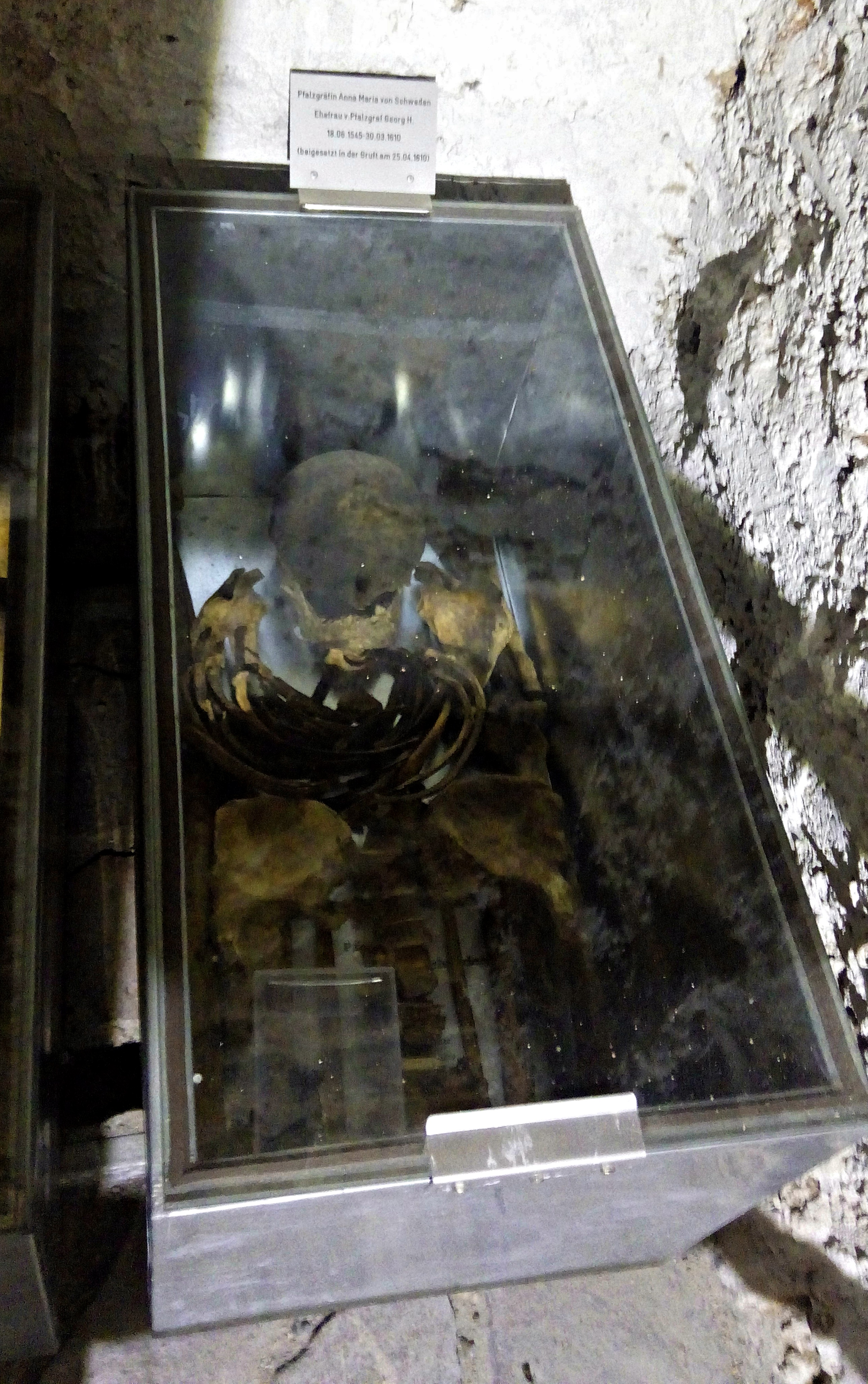
Remigiusberg, Gruft der Kirche, Sarg der Pfalzgräfin Anna Maria von Schweden († 1610)

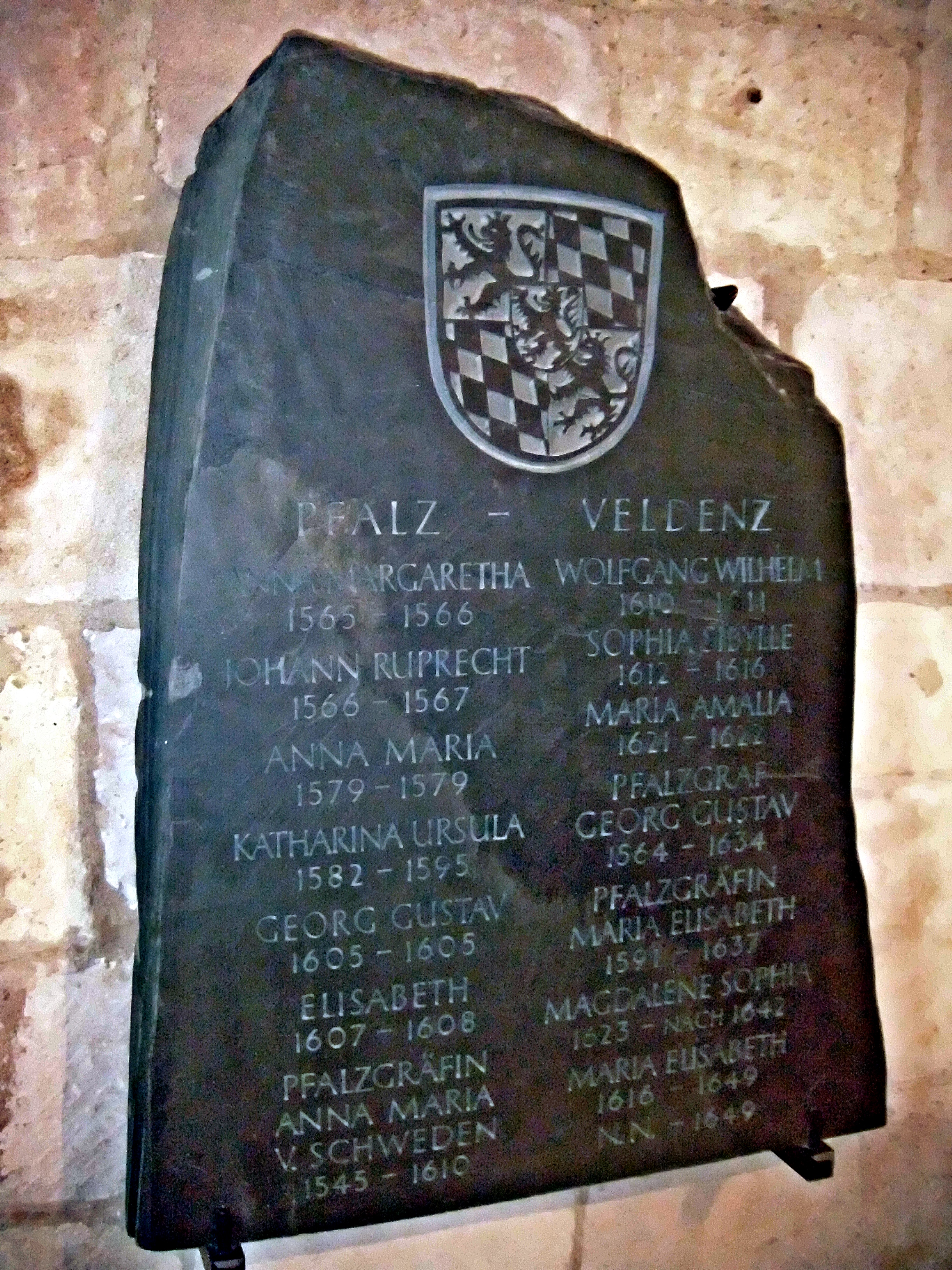
Gedenkstein in der Propsteikirche St. Remigius, Remigiusberg, für die hier beigesetzten Wittelsbacher der Linie Pfalz-Veldenz, u. a. auch für Anna Maria von Schweden

Georg Johann I. heiratete 1562 Anna Maria (1545–1610), Tochter von König Gustav I. Wasa von Schweden. Aus dieser ersten von mehreren Verbindungen der Häuser Wittelsbacher und Wasa gingen folgende Kinder hervor:
- Georg Gustav (1564–1634), Pfalzgraf von Veldenz

⚭ 1. 1586 Prinzessin Elisabeth von Württemberg (1548–1591)
⚭ 2. 1601 Pfalzgräfin Maria Elisabeth von Zweibrücken (1581–1637)
- Anna Margarete (*/† 1565)
- Anna Margarete (1571–1621)

⚭ 1589 Herzog Reichard von Pfalz-Simmern (1521–1598)
- Ursula (1572–1635)

⚭ 1585 Herzog Ludwig von Württemberg (1554–1593)
- Johanna Elisabeth (1573–1601)
- Johann August (1575–1611), Pfalzgraf von Lützelstein

⚭ 1599 Prinzessin Anna Elisabeth von der Pfalz (1549–1609)
- Ludwig Philipp (1577–1601), Pfalzgraf von Guttenberg
- Marie Anna (*/† 1579)
- Katharina Ursula (1582–1595)
- Georg Johann II. (1586–1654), Pfalzgraf von Guttenberg und Lützelstein

⚭ 1613 Pfalzgräfin Susanne von Sulzbach (1591–1667)